# Levenford House

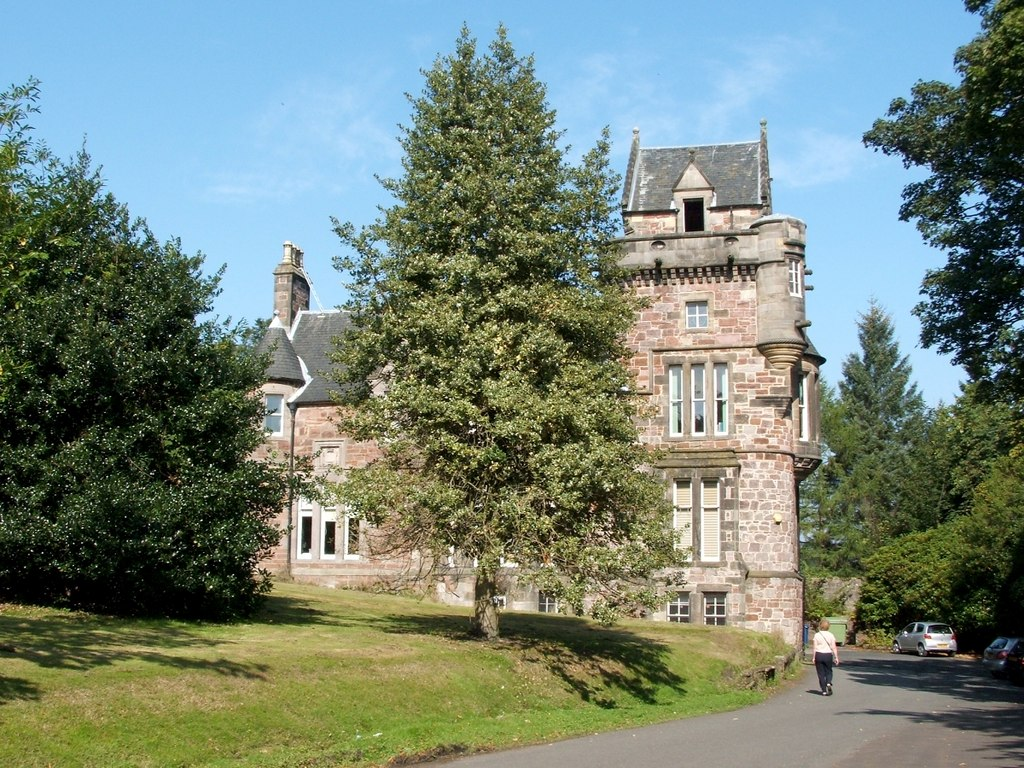
Levenford House

Levenford House ist eine Villa in der schottischen Stadt Dumbarton in der Council Area West Dunbartonshire. 1971 wurde das Bauwerk in die schottischen Denkmallisten zunächst in der Kategorie B aufgenommen. 1993 erfolgte dann die Hochstufung in die höchste Kategorie A.

## Geschichte
Das Gebäude wurde im Jahr 1853 für den Teilhaber der Werft William Denny & Brothers aus Dumbarton James Denny erbaut. Als Architekt wurde John Thomas Rochead mit der Planung betraut. Im Jahre 1881 ging Levenford House in den Besitz von Walter Brock über und blieb bis 1938 in Familienbesitz. Die Villa wurde der Stadt Dumbarton zur Verfügung angeboten, um dort eine Bibliothek oder ein Museum einzurichten. Bis 2006 war dort die Bibliotheksverwaltung des Distrikts untergebracht und das Gebäude wurde dann an eine Privatperson veräußert. 1978 wurden Teile der schottischen Fernsehserie The Marcia Blane School for Girls dort gedreht. Seit 2011 ist die Villa im Register gefährdeter denkmalgeschützter Bauwerke in Schottland gelistet. Sein Zustand wird jedoch als gut mit geringem Risiko eingestuft. Zuletzt 2011 wurde es als leerstehend beschrieben.

## Beschreibung
Levenford House liegt im westlich des Leven gelegenen dumbartoner Stadtteil Dalreoch. Rochead plante die asymmetrische Villa im Stil des Scottish Baronials. Das Mauerwerk des zweistöckigen Gebäudes besteht aus grob behauenem Bruchstein. Alle Gebäudeöffnungen sind abgesetzt. Im Südosten ragt ein dreistöckiger Turm mit angedeuteter Zinnenbewehrung und auskragendem Scharwachtturm auf, wodurch der Eindruck eines Tower House erweckt wird. Die Dächer sind mit Schieferschindeln eingedeckt und die Giebel der Satteldächer als Staffelgiebel gearbeitet.